# Кесаманлы, Фагам Пашаевич
Фагам Паша оглы Кесаманлы — доктор физико-математических наук, профессор. Действительный член Международной академии наук высшей школы (1997).

## Биография
Фагам Кесаманлы родился 19 апреля 1932 года в городе Гяндже Азербайджанской ССР
В 1955 г. окончил физико-математический факультет Азербайджанского университета имени С. М. Кирова по специальности «Физика». Работал учителем в школе, лаборантом, научным сотрудником в Институте физики и математики АН Азербайджанской ССР, где учился в аспирантуре; был начальником лаборатории на заводе, профессором (по совместительству) Кировоградского педагогического института, сотрудничал в ФТИ имени А. Ф. Иоффе в Ленинграде.
С 1975 г. профессор Ф. П. Кесаманлы работает на кафедре «Экспериментальная физика» физико-механического факультета Ленинградского политехнического института (СПбГПУ). Специалист, известный своими исследованиями в области полупроводников и проблем высшей школы, он является автором и соавтором, составителем более 300 научных работ.

## Публикации

### Монографии
- Петербуржцы — лауреаты Нобелевской премии в области науки. — СПб. : Изд-во СПбГПУ, 2003. — 153 с.
- Очерки о выдающихся физиках — выпускниках СПбГПУ. — СПб. : Изд-во Политехн. ун-та, 2008. — 96, [1] с.
- Очерки о кафедре экспериментальной физики, её руководителях и преподавателях. — СПб. : Изд-во Политехн. ун-та, 2010. — 306 с.

#### В соавторстве
- Юлий Иванович Уханов / [Ю. С. Васильев [и др.]]. — СПб. : Изд-во СПбГТУ, 2000. — 69, [1] с. — (Биобиблиографическая серия «Выдающиеся ученые СПбГТУ»; вып. 10). — Библиогр.: с. 52-68.
- Обработка экспериментальных данных : учеб. пособие / [Б. Д. Агапьев, В. Н. Белов, Ф. П. Кесаманлы, В. В. Козловский, С. И. Марков]. — СПб., 2000. — 83 с.
- Физика в Политехническом : из века 20-го — в век 21-й / [В. К. Иванов [и др.]]. — СПб. : Изд-во СПбГПУ, 2002. — 92 с.
- Дмитрий Николаевич Наследов : к 100-летию со дня рождения / [сост. и ред.: Ф. П. Кесаманлы, Т. С. Лагунова; отв. ред. Ю. П. Яковлев]. — СПб. : Изд-во СПбГПУ, 2003. — 121 с.
- Физика в Политехническом : из века XX — в век XXI / В. К. Иванов и др. — СПб. : Изд-во СПбГПУ, 2003. — 85 с.
- Физика : толковый словарь школьника и студента : учеб. пособие для средней и высшей школы / К. К. Гомоюнов [и др.]. — СПб. : Изд-во Политехн. ун-та, 2007. — 485 с.
- Артемьев А. М. Петербургские азербайджанцы — заслуженные деятели России / А. М. Артемьев, Ф. П. Кесаманлы. — СПб. : Лейла, 2008. — 253 с.
- Справочник по физике / К. К. Гомоюнов [и др.] / СПбГПУ ; под ред. К. К. Гомоюнова, В. Н. Козлова. — 2-е изд., перераб. и доп. — М. : КНОРУС, 2010. — 485 с.

## Награды
Заслуженный профессор Санкт-Петербургского государственного политехнического университета (2002).
За заслуги в области науки и образования награждён медалью «Ветеран труда» (1985) и нагрудными знаками: «Изобретатель СССР» (1980), «За отличные успехи в работе» (1990) и «Почетный работник высшего профессионального образования» (2002).